# Un letto di tenebre
Un letto di tenebre (Lie Down in Darkness) è un romanzo scritto da William Styron pubblicato nel 1951, finalista al National Book Award.

## Edizioni italiane
- Un letto di tenebre, traduzione di Bruno Tasso, Milano, Sugar, 1958,  p. 603.
- Un letto di tenebre, traduzione di Bruno Tasso, Collana Gli Oscar settimanali n.55, Milano, Arnoldo Mondadori Editore, 1966,  p. 494.
- Un letto di tenebre, postfazione di Franco Cordelli, Collana Varia, Milano, Mondadori, 1979.
- Un letto di tenebre, traduzione di Bruno Tasso riveduta da Laura Tasso, introduzione di Gigliola Nocera, Collana Oscar Scrittori moderni n. 2069, Milano, Mondadori, 2013, ISBN 978-88-04-63328-0.